# Moussan
Moussan – miejscowość i gmina we Francji, w regionie Oksytania, w departamencie Aude. Przez gminę przepływa rzeka Aude. 
Według danych na rok 1990 gminę zamieszkiwały 1102 osoby, a gęstość zaludnienia wynosiła 74 osoby/km² (wśród 1545 gmin Langwedocji-Roussillon Moussan plasuje się na 310. miejscu pod względem liczby ludności, natomiast pod względem powierzchni na miejscu 537.).

## Zabytki
Zabytki w miejscowości posiadające status Monument historique:
- kaplica Saint-Laurent (Chapelle Saint-Laurent)